# 上鄉站
- 關於愛知縣豐田市的愛知環狀鐵道線車站，請見「三河上鄉站」。
- 關於曾經同名的伊那電氣鐵道（現時：JR飯田線）車站，請見「伊那上鄉站」。
- 關於曾經同名的JR釜石線車站，請見「岩手上鄉站」。

上鄉站（日语：／ Kamigō eki */?）是位於山口縣山口市小郡新町五丁目，屬於西日本旅客鐵道（JR西日本）的山口線車站。

## 歷史
- 1914年（大正3年）11月2日 - 山口線小郡（現時：新山口）至大歲之間新設此站[1]。
  - 當時車站位於山口縣吉敷郡小郡町（日语：小郡町）上鄉。
- 1944年（昭和19年）4月1日 - 隨著山口市（第二次）成立，車站地址變為山口縣山口市小郡上鄉。
- 1949年（昭和24年）11月1日 - 山口市（第二次）部分位置編入小郡町（第二次），車站地址變為山口縣吉敷郡小郡町上鄉。
- 1986年（昭和61年）4月1日 - 成為無人車站，但是仍然派遣車站職員至此站進行售票和檢票業務。使此站成為簡易委託車站（現時已中止）。
- 1987年（昭和62年）4月1日：伴隨國鐵分割民營化，車站由西日本旅客鐵道（JR西日本）營運[2]。
- 2005年（平成17年）10月1日 - 隨著山口市（第三次）成立，車站地址變成山口縣山口市小郡上鄉。
- 2013年（平成25年）2月23日 - 隨著更新住居系統，車站地址變成現時的地址[3]。

## 車站構造

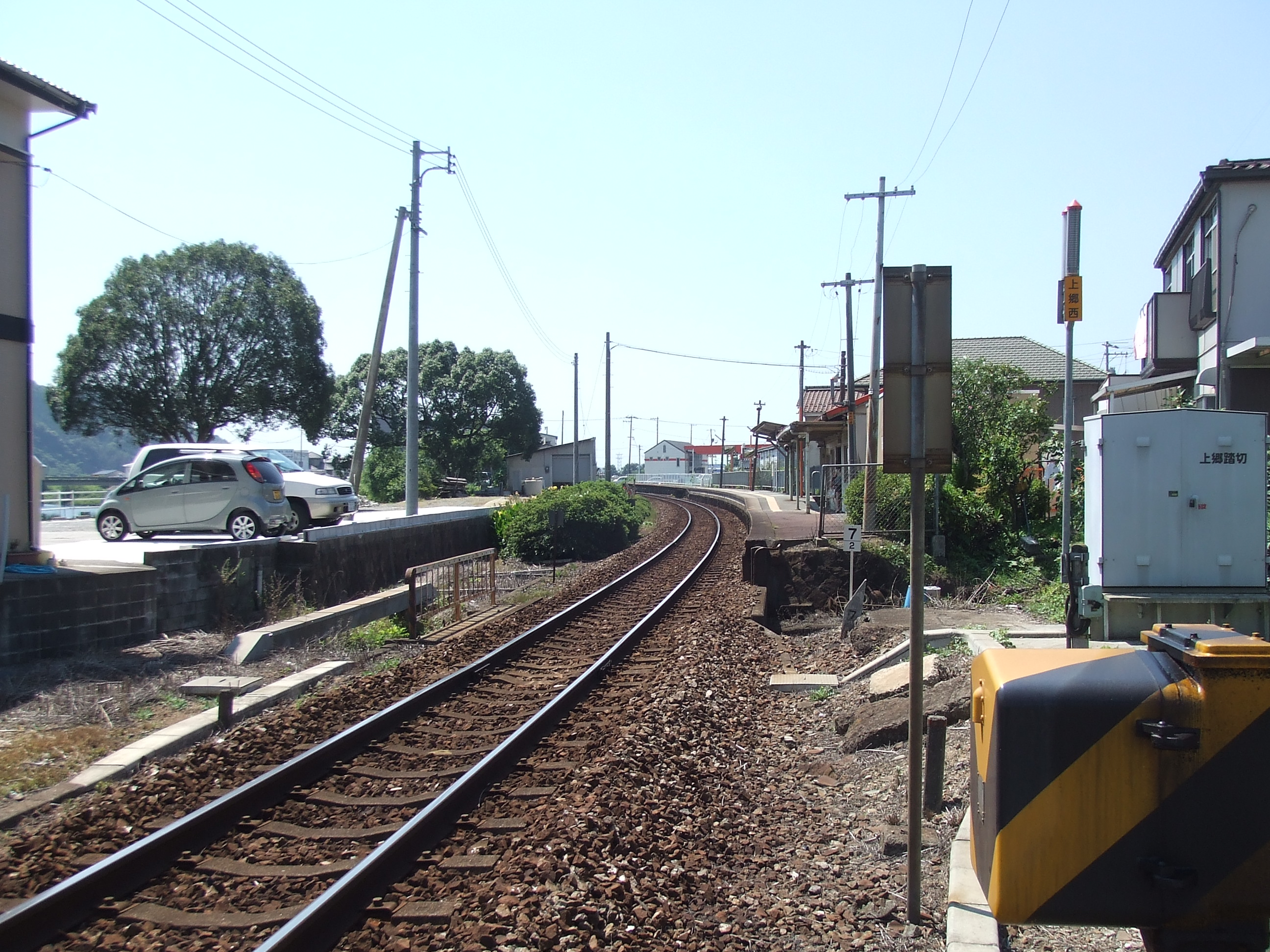
月台遠景（2007年8月）

本站是地面車站，設有1面1線的單式月台，益田方向的列車會開啟左邊車門。此站是由新山口站管理的無人車站。站內設有自動售票機。本站的廁所在2006年12月提供無障礙環境。

## 利用狀況
以下為近年的乘車人次列表：
| 年度 | 1日平均 乘車人次 |
| ---- | ---------------- |
| 1999 | 651              |
| 2000 |                  |
| 2001 | 592              |
| 2002 | 604              |
| 2003 | 626              |
| 2004 | 589              |
| 2005 | 611              |
| 2006 | 601              |
| 2007 | 674              |
| 2008 | 671              |
| 2009 | 641              |
| 2010 | 623              |
| 2011 | 621              |
| 2012 | 645              |
| 2013 | 704              |
| 2014 | 617              |
| 2015 | 667              |
| 2016 | 671              |
| 2017 | 668              |
| 2018 | 676              |
| 2019 | 690              |

## 車站周邊
車站附近設有國道9號和椹野川。此站設有站前廣場。
車站鄰近中國自動車道小郡交匯處，也鄰近國道9號和縣道28號小郡三隅線交界的「新町交界」，為道路交通的要塞。車站後方設有椹野川流況。
國道北邊設有山口市立上鄉小學、山口學藝大學、山口藝術短期大學、光丘、Vercolina山口。
由於車站靠近小郡交匯處，因此附近設有許多路邊商店。
- West丸喜（日语：丸喜）小郡店
- 肯德基小郡店
- 小郡Super Bowl（保齡球場）

## 巴士路線
防長交通山口市內線停靠「上鄉站前」巴士站。路線前往新山口站方向和湯田溫泉、山口、宮野、仁保方向。
離開車站出口轉左步行約4分鐘可到達「新町」巴士站，該處設有巴士路線前往湯之口、大田中央、東萩、秋芳洞方向。

## 相鄰車站
西日本旅客鐵道（JR西日本）
■山口線
■快速「通勤Liner」
通過
■普通
周防下鄉－上鄉－仁保津

## 注腳
1. 1 2  歴史でめぐる鉄道全路線 国鉄・JR 7号、12頁
2. ↑  歴史でめぐる鉄道全路線 国鉄・JR 7号、15頁
3. ↑  山口市住居表示整備計画 （页面存档备份，存于）（日語）（山口市官式網站，2020年3月8日參閲）
4. ↑  山口県統計年鑑 （页面存档备份，存于）（日語） - 山口縣

## 外部連結
- 上鄉｜車站資訊：JR出門網 - 西日本旅客鐵道（日語）